# 아스마 알아사드
아스마 알아사드(Asma al-Assad, 1975년 8월 11일, أسماء الأسد ~)는 영국에서 태어난 시리아의 퍼스트 레이디이다. 2000년 시리아에서 시리아 대통령 바샤르 알아사드와 결혼했으며, 결혼하기 전에는 J.P. 모건에서 투자분석가로 일했다.
아버지 파와즈 아크라스는 런던에서 심장학자로 일하고 있으며, 영국-시리아 협회 공동의장을 맡고 있다.